# كينيث هاربر
كينيث هاربر (8 أغسطس 1891 - 21 يناير 1961) (بالإنجليزية: Kenneth Harper)‏ هو لاعب كريكت بريطاني (وحمل سابقاً جنسية المملكة المتحدة لبريطانيا العظمى وأيرلندا).